# Папа Хадријан IV
Хадријан IV (лат. Adrianus IV; рођен око 1100 – умро 1. септембра 1159), рођен као Николас Брејкспир (енгл. Nicholas Breakspear), био је папа од 4. децембра 1154. до своје смрти 1159. године.
Хадријан IV је био једини Енглез на папском престолу. Сматра се да је рођен на Брејкспир фарми у парохији Аботс Ленгли у Хертфордширу и да је образовање започео опатијској школи у Сент Албансу.

## Младост
Николасов отац био је Роберт, касније монах у опатији Св. Албана. Николас је такође желео да се замонаши, али га је опат одбио рекавши му да заврши прво започето школавање. Не желећи да чека отпутовао је у Париз и касније је постао каноник у манастиру Св. Руфуса недалеко од Арла. Ту је прво постао приор, затим је једногласно изабран за опата. Избор за старешину манастира се, према традицији одиграо 1137, али опатијска хроника показује да се избор десио око 1145. Николас се као опат први пут помиње 29. јануара 1147; његов претходник Фулш се помиње последњи пут 1143. године.
Као реформаторски настројен опат, Николас је често био предмет жалби које су упуживане у Рим. Међутим, супротно очекивањима, папа Еугеније III се заинтересовао за Николаса и унапредио га у кардинала бискупа дијецезе Албано, недалеко од Рима у децембру 1149. године.
У периоду између 1152. и 1154. Николас Брејкспир је био у Скандинавији као папски легат. У том периоду основао је архиепископију (надбискупију) у Трондхејму који је изабрао у част Светог Улава чије су мошти смештене у локалну цркву. Затим је установио и дијецезу у Хамару и, према традицији, катедралне школе у норвешким градовима који су били епископска седишта. Ове школе надживеле су и реформацију, а постоје и данас, мада и поред префикска катедралне, немају никакве везе са црквом. Николас је такође радио и на признању Старе Упсале као седишта митрополита Шведске, што је остварено 1164. године. Као надокнаду за губитак територије, дански надбискуп Лунда унапређен је у легата и сталног викара и додељена му је титула примаса Данске и Шведске.

## Долазак на папски престо
По повратку у Рим, Николаса је са свим почастима примио папа Анастасије IV. Када је Анастасије преминуо, Николас је изабран за папу 3. децембра 1154. године, као Хадријан IV. Одмах је наредио кажњавање Арнолда из Бреше, вође противпапске струје у Риму. Немири у Риму су донели убиство једног кардинала што је натерало Хадријана IV да нешто пре празника Цвети 1155. године донесе дотада нечувену одлуку и прогласи интердикт за сам град Рим. Самим тим, без ускршње службе није било разлога да бројни ходочасници дођу у посету Риму што је озбиљно могло да уздрма локалну привреду. Градски сенат је тада прогнао Арнолда из Бреше. Убрзо је критичар папства ухапшен по налогу цара Св. римског царства Фридриха Барбаросе, изведен на суд и затим погубљен.

## Савез саВизантијским царством
Византијски цар Манојло I Комнин је 1155. године покушао да обнови византијску власт у Италији. Царски одреди су се искрцали у Апулији где су их очекивали одметници од власти норманских краљева Сицилије. Овакав развој ситуације био је по вољи папи пошто су се његови претходници ретко када слагали са проблематичним Норманима. Штавише, Хадријан је склопио савез са царем Манојлом и предузео мере да се у Кампањи унајме најамници за византијске потребе. Ипак, цар Манојло Комнин је сневао о обнови Римског царства, док је папа тражио преговоре о унији између римске (римокатоличке) и цариградске (православне) цркве које су се раздвојиле још 1054. године услед Великог раскола. Здружене византијско-папске снаге су се удружиле са отпадницима од норманске власти и убрзо им се потчинио читав низ градова, било услед претње силом, било захваљујући миту у злату.
Када се чинило да су прилике за савезнике више него повољне дошло је до раздора у команди похода између византијског заповедника Михаила Палеолога и Роберта III, грофа од Лоритела. Иако су се на крају измирили, раздор између њих двојице је заустави поход у зениту. Затим је Михаило Палеолог опозван у Константинопољ. Иако је важио за арогантног човека, Михаило Палеолог је на бојном пољу био брилијантан војсковођа. На крају су Византинци претрпели тежак пораз код Бриндизија где су се Нормани упутили у противнапад и копном и морем. Када су се Нормани појавили, најамници су од византијске команде захтевали огромно повећање плате, што су царски заповедници одбили. Најамници су затим дезертирали, а и локални великаши су почели да се оиспају. На крају су Византинци били малобројнији од норманске војске која је прво добила поморску битку, а затим заробила византијског команданта. Пораз код Бриндизија је онемогућио обнову византијске власти у Италији и до 1158. византијска војска је напустила Апенинско полуострво.
Ускоро су се изјаловиле наде у трајни савез са Византијом. Хадријанови услови за постизање црквене уније подразумевали су да папа буде признат за врховног поглавара читавог хришћанског света. Цар је, с друге стране, захтевао признање његове универзалне световне власти. Овакви услови били су неприхватљиви и на истоку и на западу. Папска световна власт није била занемарљива и Хадријан није желео да је се одрекне у корист византијског цара. Такође, ни Византинци нису били ради да прихвате црквени ауторитет далеког римског епископа. Упркос Манојловом пријатељству према римској цркви, Хадријан је оклевао да василевса назове августом. На крају, до споразума о унији није дошло па су две цркве остале у расколу.

## Норманска инвазија на Ирску
Три године након синода у Келсу Хадријан је 1155. издао папску повељу (булу) Laudabiliter упућену енглеском краљу Хенрију II из династије Плантагенета. Папа је тражио да Хенри крене у поход на Ирску како би локалну цркву, у историографији познату као Келтска црква, потчинио римској црквеној хијерархији. Од енглеског краља тражено је и да у Ирској спроведе опште административне и друштвене реформе. Аутентичност ове папске буле, како је то историчар Едмунд Кертис сажео, спада у "велика питања историје". Папски захтев је расправљан на краљевском савету Винчестеру, где је Хенријева мајка Матилда гласно протестовала. У Ирској се, упркос ирским упадима у Енглеску и Велс, ништа није знало о повељи тако да ни потребне мере за одбрану острва од Анжујаца нису биле предузете. Ернест Ф. Хендерсон је забележио да су многи сумњали у постојање ове буле. П.С. Охегарти је закључио да је данас питање буле Laudabiliter важно само у историографским круговима. На овој були заснивале су се одлуке Хадријановог наследника Александра III, папе Луција III и енглеског краља Хенрија VIII који је 1542. године донео Акт о ирској круни.
Малобројни нормански витезови су се искрцали у Ирској 1169. године, док је краљ Хенри II 1171. предузео далеко масовнији поход.

## Фридрих Барбароса и смрт Хадријана IV
На царској дијети у Безансону октобру 1157. године, легати су цару Фридриху I Барбароси предали папско писмо у коме су се спомињале бенефиције намењене цару. Немачки канцелар је ове "бенефиције" превео цару у смислу феудалних бенефицијума које је сениор предавао вазалу. Фридрих Барбароса је био бесан јер је писмо сугерисало цареву зависност од папе. У гужви која је настала легати су једва извукли живе главе. Инцидент је Хадријан IV покушао да изглади у наредном писму у коме је разјаснио да је мислио на добро дело (лат. bonum factum) тј. на царско крунисање. Ипак, јаз је продубљен и цар је био пред екскомуникацијом када је Хадријан умро у Ањанију 1. септембра 1159. године. Према традицији, папа се удавио мувом која му је упала у вино, али је вероватно ангина била узрок смрти.
Прву биографију Хадријана IV написао је кардинал Босо као додатак збирци папских биографија Liber Pontificalis.

## Споменици у Хертфордширу
Данас се у селу Бедмонд, у историјској парохији Аботс Ленли, у близини Сент Албанса међу модерним кућама налази и мали комеморативни натпис који обележава место папиног рођења. У селу се налази неколико улица названих по Хадријану IV као што су: Popes Road, Adrian Road и Breakspeare Road.
У Сент Албансу се налази и Николас Брејкспир католичка школа, где ученици уче лекцију посвећену овом папи.